# Niwiska (województwo lubuskie)
Niwiska (niem. Niebusch, Bergenwald) – wieś w Polsce położona w województwie lubuskim, w powiecie zielonogórskim, w gminie Nowogród Bobrzański. Wieś typu łańcuchówka.

## Historia
Jest to wieś o metryce średniowiecznej. Od XIV aż do połowy XVIII stulecia z wsią był związany rycerski ród von Berge. W 1442 roku jego przedstawiciel był odnotowany wraz z nazwą miejscowości, która brzmiała Nibisch. W ręce Hansa Juliusa von Schweinitz dobra niwiskie przeszły w 1742 roku. Na terenie wsi około 1790 roku odnotowano m.in. folwark, pańską rezydencję, kościoły: katolicki filialny i ewangelicki, młyn wodny oraz wiatrak. W 65 gospodarstwach mieszkało 399 osób.
W latach 1954–1972 wieś należała i była siedzibą władz gromady Niwiska. W latach 1975–1998 miejscowość położona była w województwie zielonogórskim.
Przez wieś przebiega droga wojewódzka nr 290.

## Zabytki
Do wojewódzkiego rejestru zabytków wpisane są:
- kościół filialny pod wezwaniem Matki Bożej Różańcowej[4]. Zbudowany w drugiej połowie XIII wieku z kamienia i rudy darniowej. W XVIII wieku podczas remontu tego wczesnogotyckiego kościoła zostały poszerzone niemal wszystkie okna, a w 1766 roku na wieżę nasadzono hełm. Przetrwał on do naszych czasów[4]. Jest to jednonawowa budowla z wyodrębnionym, prostokątnym prezbiterium, z północną wieżą i stojącą przy niej zakrystią, a dachami dwuspadowymi nakryte są nawa i prezbiterium. Ośmioboczną iglicą przykryta prostokątna wieża[4]. Gontem pokryty jest hełm wieży, a do wnętrza świątyni prowadzi od południa wejście przez dwa ostrołukowe portale[6]. W ścianie prezbiterium od wschodu zachowało się wąskie, obustronnie rozglifione, ostrołukowe okno, a pozostałe są zamknięte półkoliście. Na wysokości drugiej kondygnacji w wieży widać otwory strzelnicze świadczące o jej obronnym charakterze. Drewniany strop wsparty na trzech płaskorzeźbionych słupach z zastrzałami przykrywa nawę, a słupy te dźwigają też unikalną gotycką więźbę dachową[6]. Przy północnej i zachodniej ścianie stoją drewniane empory, a przy ścianach znajdują się renesansowe i barokowe płyty nagrobne. W zakrystii zachowało się sklepienie kolebkowe, a w prezbiterium strop skrzyniowy. Gotycka polichromia, która przedstawia sceny z życia Chrystusa i Marii oraz św. Jerzego ze smokiem zdobi ściany nawy i prezbiterium. Drewniana figura Matki Boskiej z około roku 1520, kamienna chrzcielnica z 1583 roku i dwoje późnośredniowiecznych drzwi stanowią resztki zabytkowego wyposażenia kościoła. Przez prostokątną bramę nakrytą dachem czterospadowym prowadzi droga na cmentarz przykościelny[6].
- kościół – zbór ewangelicki, ul. Szkolna, z XVIII wieku, przebudowanego około połowy XIX stulecia w stylu późnoklasycystycznym. Z tego interesującego obiektu pozostały jedynie fragmenty muru obwodowego z półkoliście zamkniętymi otworami drzwiowymi i okiennymi[6].
- zespół pałacowy i folwarczny, z XVIII wieku, w XIX wieku:
  - pałac wzniesiony w drugiej połowie XVI wieku dla rodziny von Berge. W 1582 roku ukończono jego budowę[6]. Było to renesansowe założenie zbudowane w kształcie litery „L”. Przeprowadzono przebudowę rezydencji na barokowy pałac w drugiej połowie XVIII stulecia, wykorzystując przy tym mury północnego skrzydła dworu. Jeszcze w czwartej ćwierci XVIII wieku trwały prace modernizacyjne prowadzone dla rodziny von Schweinitz, kiedy to ozdobiono go późnobarokowym portalem. W rezydencji w 1826 roku wybuchł pożar, który zniszczył częściowo jego wnętrze[6]. W upaństwowionym po II wojnie światowej pałacu prowadzono jedynie bieżące naprawy. W 1991 roku przeprowadzono ostatni remont. Barokowa budowla wzniesiona została na planie prostokąta. Piętrowy pałac nakryty jest dachem czterospadowym z lukarnami, a elewację frontową zdobi późnobarokowy portal z końca XVIII wieku. Jest on wsparty na kolumnach z jońskimi kapitelami. Murowany balkon z balustradą umieszczono nad portalem. Stan budynku jest dziś zły i ulega postępującej destrukcji. Już wcześniej wnętrze zostało gruntownie przebudowane, a z dawnego wystroju pałacu pozostała część stolarki oraz drzwi wejściowe. W jednym z pomieszczeń zachowało się sklepienie krzyżowe[6].
  - park założono prawdopodobnie pod koniec XVIII wieku. Około połowy następnego został urządzony jako kompozycja krajobrazowa. Otoczenie parkowe pałacu o powierzchni 10,1 ha jest zaniedbane, choć jeszcze są czytelne alejki, polany, kanały oraz staw. Stare dęby mają ponad 5 m obwodu[7].
  - folwark składał się z ośmiu budynków zgrupowanych przy prostokątnym dziedzińcu, a zbudowano je w drugiej połowie XVIII stulecia, przebudowany w XIX i XX wieku. Do dziś przetrwały cztery murowane parterowe obiekty gospodarcze i dwie oficyny. Są one nakryte dachami mansardowymi i czterospadowymi[7].
    - obora
    - gorzelnia
    - piwnica-lodownia
    - oficyna mieszkalna